# Balaguer
Balaguer település Spanyolországban, Katalóniában, Lleida (spanyolul Lérida) tartományban. A Segre folyó két partján helyezkedik el, tengerszint feletti magassága: 233 m. La Noguera járás (Comarca de Noguera) közigazgatási központja.
Területe:  57,3 km²
Lakossága:  15 281 (2005) , 12 432 (1987)
Lakóinak elnevezése spanyolul: "balaguerí", "balaguerina".
Határai: északon Os de Balaguer település, északkeleten Camarasa, északon La Sentiu de Sió, délkeleten Vallfogona de Balaguer, délen Térmens, délnyugaton Menàrguens, északnyugaton Castelló de Farfanya.

## Gazdasága
Ipari központ.

## Látnivalói
- Városi Múzeum (Museu Municipal)

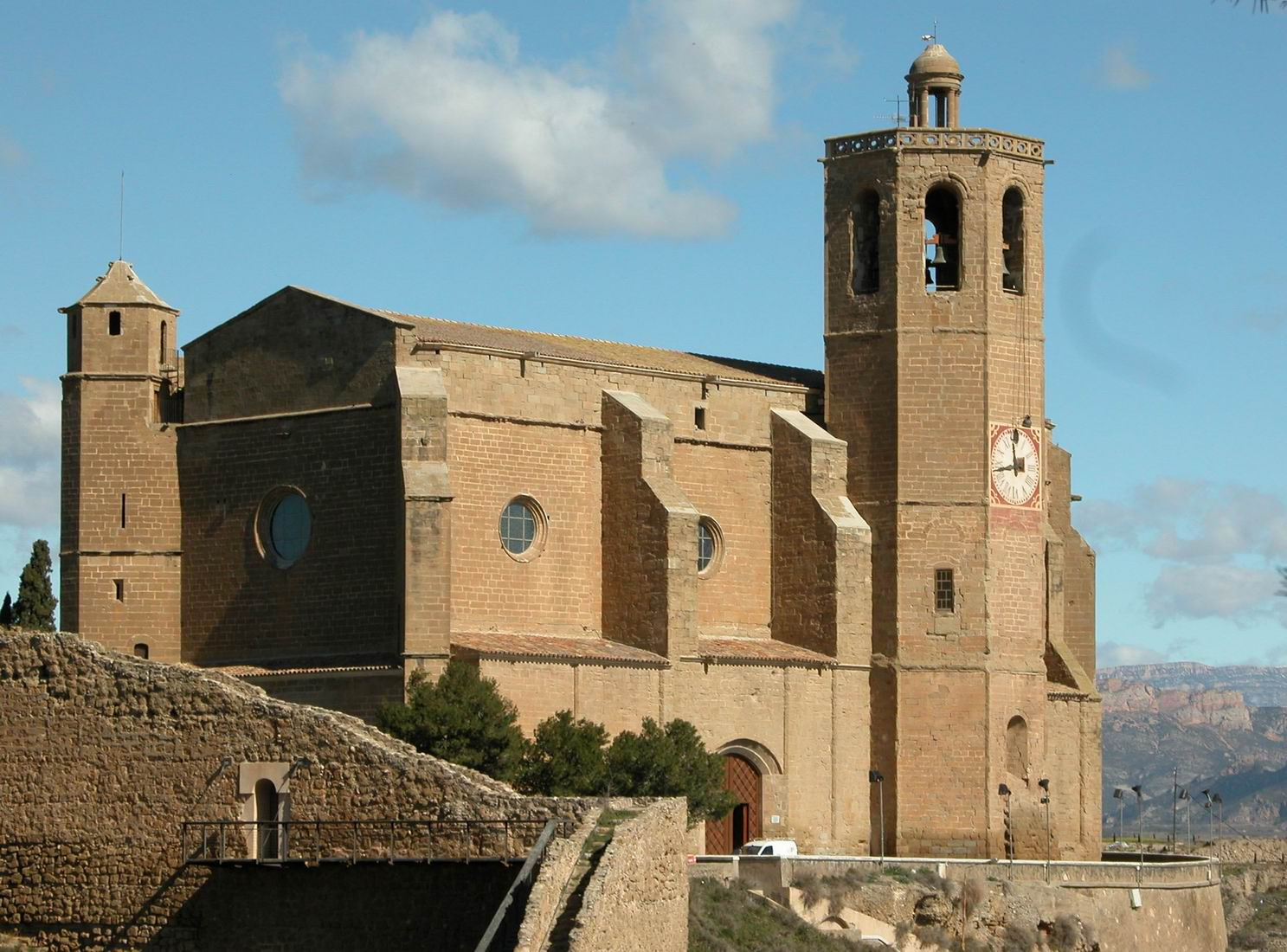
Santa Maria de Balaguer

- Szűz Mária-templom (Església de Santa Maria)
- Középkori városfalak maradványai
- Várrom (Castell Fermós)
- Klarissza kolostor (Santuari de Sant Crist de Balaguer)
- Sant Doménec-kolostor (Convent de Sant Doménec)

## Népesség
A település lakosságának változását az alábbi diagram mutatja:
| Lakosok száma | 1620 | 4509 | 5095 | 8342 | 12 963 | 14 540 | 16 779 | 16 485 | 17 162 | 17 705 |
|               | 1717 | 1887 | 1936 | 1960 | 1986   | 2004   | 2009   | 2014   | 2019   | 2024   |